# نمایندگان زن (فیلم ۲۰۰۸)
نمایندگان زن (به انگلیسی: Female Agents) فیلمی محصول سال ۲۰۰۸ و به کارگردانی ژان-پل سالومه است. در این فیلم بازیگرانی همچون سوفی مارسو، ژولی دپاردیو، ماری جیلاین، دبورا فرانسوا، موریتس بلایبتروی، مایا سانسا، ژولین بواسلیه و فولکر بروخ ایفای نقش کرده‌اند.